# 褐柄合耳菊
褐柄合耳菊（学名：Synotis fulvipes）为菊科合耳菊属的植物，为中国的特有植物。分布于中国大陆的湖南、江西等地，生长于海拔1,100米的地区，常生长在山谷密林中，目前尚未由人工引种栽培。